# Amt Brieskow-Finkenheerd
Het Amt Brieskow-Finkenheerd is een samenwerkingsverband van vijf gemeenten in het Landkreis Oder-Spree in de Duitse deelstaat Brandenburg. Het amt telt 7.520 inwoners. Het bestuurscentrum is gevestigd in Brieskow-Finkenheerd.

## Gemeenten
Het amt omvat de volgende gemeenten:
1. Brieskow-Finkenheerd (2.593)
2. Groß Lindow (1.882)
3. Vogelsang (813)
4. Wiesenau (1.426)
5. Ziltendorf (1.699)

Bad Saarow ·
Beeskow ·
Berkenbrück ·
Briesen (Mark) ·
Brieskow-Finkenheerd ·
Diensdorf-Radlow ·
Eisenhüttenstadt ·
Erkner ·
Friedland ·
Fürstenwalde/Spree ·
Gosen-Neu Zittau ·
Groß Lindow ·
Grünheide ·
Grunow-Dammendorf ·
Jacobsdorf ·
Langewahl ·
Lawitz ·
Mixdorf ·
Müllrose ·
Neißemünde ·
Neuzelle ·
Ragow-Merz ·
Rauen ·
Reichenwalde ·
Rietz-Neuendorf ·
Schlaubetal ·
Schöneiche bei Berlin ·
Siehdichum ·
Spreenhagen ·
Steinhöfel ·
Storkow ·
Tauche ·
Vogelsang ·
Wendisch Rietz ·
Wiesenau ·
Woltersdorf ·
Ziltendorf